# Klaus Schreiber (Chemiker)
Klaus Schreiber (* 25. Januar 1927 in Lübeck; † 9. Juni 2009 in Halle (Saale)) war ein deutscher Chemiker und Naturstoffforscher. Von 1968 bis 1989 fungierte er als Direktor des Instituts für Biochemie der Pflanzen, einem außeruniversitären Forschungsinstitut der Akademie der Wissenschaften der DDR und Vorläufereinrichtung des gegenwärtig bestehenden Leibniz-Instituts für Pflanzenbiochemie.

## Leben
Klaus Schreiber wurde 1927 in Lübeck geboren und absolvierte ein Studium der Chemie an der Universität Rostock, an der er 1953 mit einer Arbeit über die Glykoalkaloide der Nachtschattengewächse auch promovierte. 1962 wurde er an der Universität Jena habilitiert. Anschließend war er bis 1968 als Abteilungsleiter am Zentralinstitut für Genetik und Kulturpflanzenforschung in Gatersleben tätig. Die Deutsche Akademie der Wissenschaften zu Berlin, der späteren Akademie der Wissenschaften der DDR, ernannte ihn 1965 zum Professor.
Im gleichen Jahr wurde er darüber hinaus Professor für chemische Physiologe an der Martin-Luther-Universität Halle-Wittenberg. 1967 wurde er stellvertretender Direktor des Instituts für Biochemie der Pflanzen in Halle an der Saale. Ein Jahr später übernahm er in Nachfolge von Kurt Mothes die Leitung des Instituts, die er bis 1989 innehatte. Ihm folgten von 1989 bis 1990 Klaus Müntz und ab Mai 1990 Benno Parthier, der das Institut bis zur Auflösung zum Ende des Jahres 1991 und Neugründung als Leibniz-Institut für Pflanzenbiochemie leitete. Er starb 2009 in Halle (Saale).

## Auszeichnungen
Klaus Schreiber wurde 1966 in die Deutsche Akademie der Naturforscher Leopoldina sowie 1969 als korrespondierendes und 1971 als ordentliches Mitglied in die Akademie der Wissenschaften der DDR aufgenommen. Darüber hinaus war er Mitglied der Akademie der Landwirtschaftswissenschaften der DDR. In den Jahren 1967 und 1979 erhielt er den Nationalpreis der DDR.

## Werke (Auswahl)
- Chemie und Biochemie der Solanum-Alkaloide. Berlin 1961
- Gibberelline, ihre Derivate und Abbauprodukte: Eine tabellarische Übersicht. Berlin 1966 (als Mitautor)
- Conjugated Plant Hormones: Structure, Metabolism and Function. Berlin 1987 (als Herausgeber)